# Rennweg am Katschberg
Rennweg am Katschberg – gmina targowa w Austrii, w kraju związkowym Karyntia, w powiecie Spittal an der Drau. Liczy 2247 mieszkańców.